# 옥계동부중학교
옥계동부중학교(玉溪東部中學校)는 대한민국 경상북도 구미시 옥계동에 있는 공립 중학교이다.

## 학교 연혁
- 2010년 3월 1일 : 개교, 초대 권태조 교장 취임
- 2010년 3월 2일 : 제1회 입학식(9개반 308명)
- 2010년 6월 7일 : 교과교실제 정책 연구학교 지정(기간 2011.03.01~2014.02.28)
- 2010년 10월 13일 : 자율학교 지정(2011.03.01~2017.02.28)
- 2013년 2월 8일 : 제1회 졸업식(남 149명, 여 151명) 9개반
- 2022년 3월 1일 : 제6대 우종원 교장 취임
- 2023년 3월 1일 : 자율학교지정 연장(2023.3.1~2025.2.28)
- 2024년 2월 8일 : 제12회 졸업식(243명, 누적 3,115명)
- 2024년 3월 4일 : 제15회 입학식(273명)

## 참고 자료
- 옥계동부중학교 - 한국교육학술정보원 학교알리미